# 톈타이산

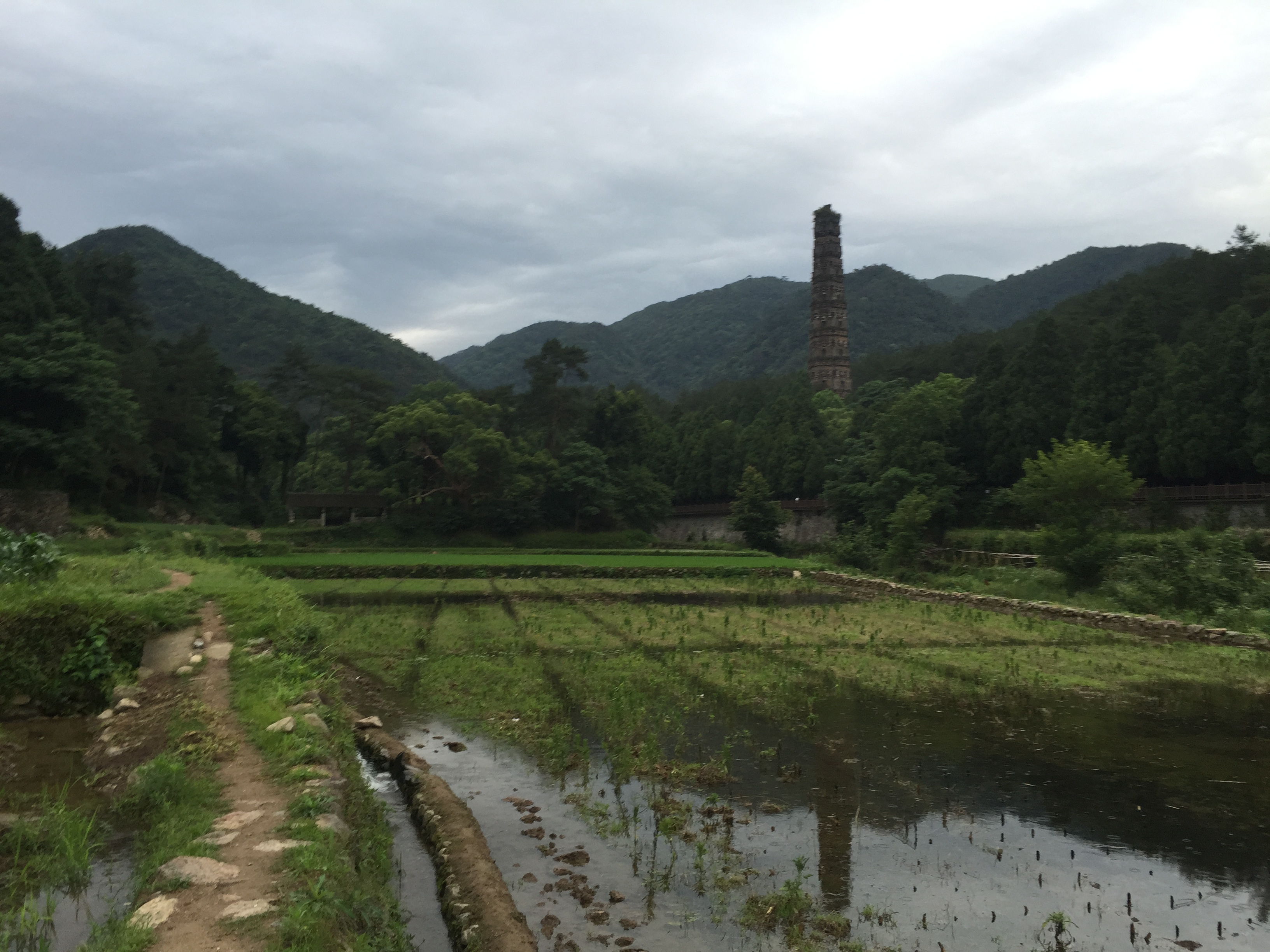

톈타이산(天台山)은 중국 저장성(절강성) 충라이 시 남서부의 톈타이(天台) 향에 있는 중국 천태종의 불교 성지이다. 충라이 시에서 42km, 청두에서는 135km 떨어져있으며, 최고봉은 위샤오펑(玉霄峰)으로 해발 1,800m이다.
불교 전성기 때는 130여 개의 사찰과 도교사원이 있었으며, 현재는 40여 곳이 남아 있다.

## 주요 사원
- 국청사(國清寺)
- 진각사(眞覺寺)
- 방광사(方廣寺)
- 화정사(華頂寺)